# Marianne Stone
Marianne Stone (Londres, 23 de agosto de 1922 - 21 de dezembro de 2009) foi uma atriz britânica que atuou em centenas de filmes entre as décadas de 1940 e 1980. Ela geralmente fazia papel de trabalhadoras, como garçonetes, secretárias e empregadas, e é, provavelmente, mais conhecida por sua atuação na série Carry On.